# Franz Rademacher

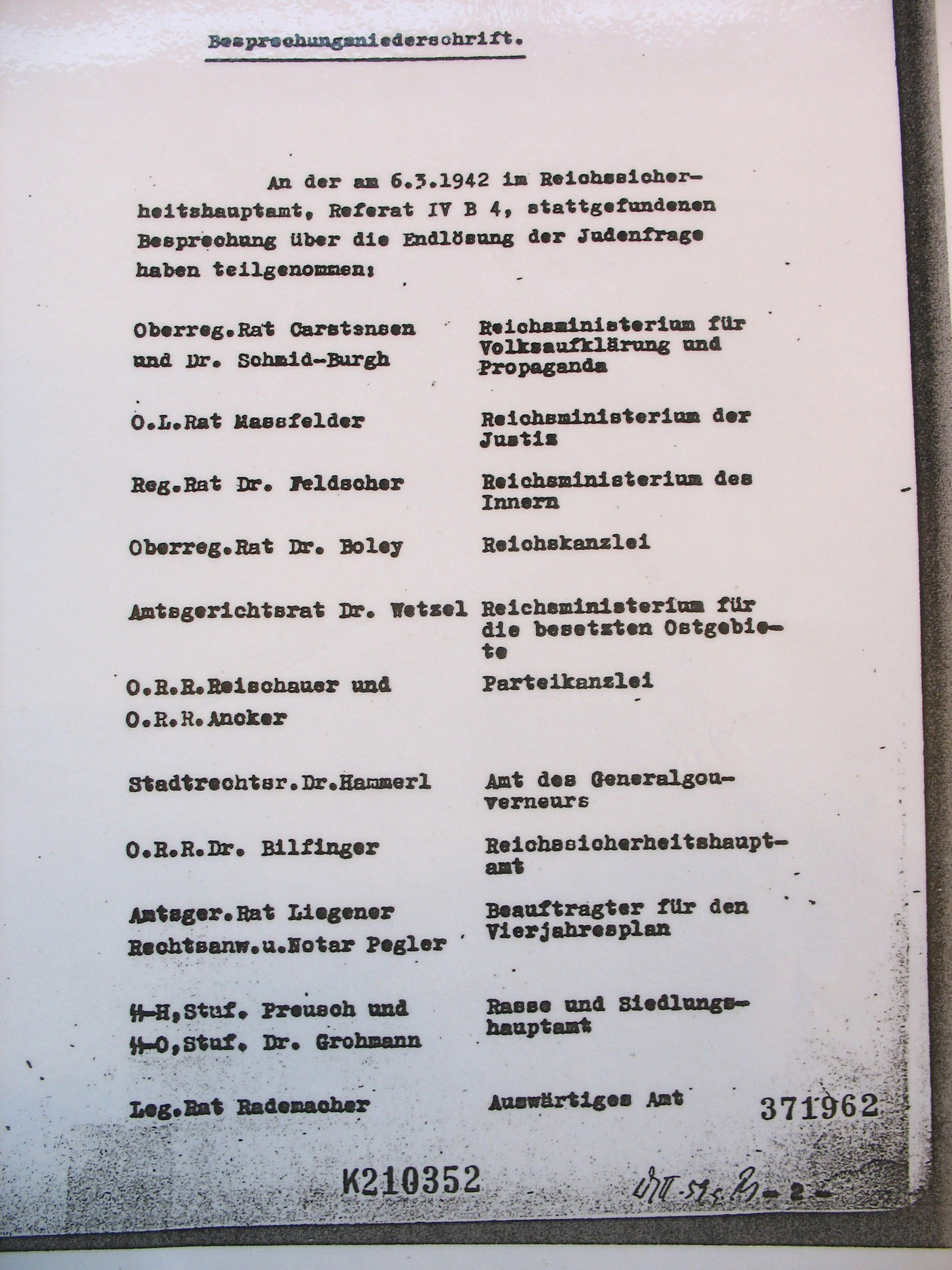
Franz Rademacher (Leg.Rat Rademacher) på närvaroförteckning vid konferensen den 6 mars 1942.

Franz Rademacher, född den 20 februari 1906 i Neustrelitz, död den 17 mars 1973 i Bonn, var en tysk diplomat och Obersturmführer. Han var legationsråd vid Auswärtiges Amt och senare chef för dess "Judenreferat" (judiska avdelning). Rademacher var en av upphovsmännen till Madagaskarplanen, vilken innebar att Europas judar skulle deporteras till ön Madagaskar.

## Biografi
Konferensen på Reichssicherheitshauptamt
Den 6 mars 1942 samlades femton lägre stats- och partitjänstemän för att diskutera "den slutgiltiga lösningen av judefrågan". Konferensen, som hölls på Reichssicherheitshauptamt (RSHA), var en av tre uppföljningskonferenser till Wannseekonferensen. Rademacher deltog i sin egenskap som rådgivare i judefrågor vid Auswärtiges Amt.
| Deltagare                              | Deltagare                                     |
| Namn                                   | Ämbetsverk                                    |
| -------------------------------------- | --------------------------------------------- |
| Oberregierungsrat Pay Carstensen       | Propagandaministeriet                         |
| Dr. Edgar Schmid-Burgk                 | Propagandaministeriet                         |
| Ministerialrat Franz Massfelder        | Justitieministeriet                           |
| Regierungsrat Dr. Werner Feldscher     | Inrikesministeriet                            |
| Oberregierungsrat Gottfried Boley      | Rikskansliet                                  |
| Amtsgerichtsrat Erhard Wetzel          | Riksministeriet för de ockuperade östområdena |
| Oberregierungsrat Herbert Reischauer   | Partikansliet                                 |
| Oberregierungsrat Edinger Ancker       | Partikansliet                                 |
| Stadtrechtsrat Hermann Hammerle        | Generalguvernörens kontor                     |
| Oberregierungsrat Dr. Rudolf Bilfinger | Reichssicherheitshauptamt                     |
| Amtsgerichtsrat Eberhard Liegener      | Befullmäktigad för Fyraårsplanen              |
| Rechtsanwalt und Notar Konrad Pegler   | Befullmäktigad för Fyraårsplanen              |
| SS-Hauptsturmführer Hermann Preusch    | SS-Rasse- und Siedlungshauptamt               |
| SS-Obersturmführer Herbert Grohmann    | SS-Rasse- und Siedlungshauptamt               |
| Legationsrat Franz Rademacher          | Auswärtiges Amt                               |